# Ommatius fulvimanus
Ommatius fulvimanus är en tvåvingeart som beskrevs av Wulp 1872. Ommatius fulvimanus ingår i släktet Ommatius och familjen rovflugor. Inga underarter finns listade i Catalogue of Life.